# Kai Edwards
Kai Graeme Edwards (Queensland, 13 settembre 1998) è un ex nuotatore australiano, specializzato nel nuoto di fondo e nello stile libero in corsia.

## Biografia
Ha rappresentato l'Australia ai Giochi olimpici estivi di Tokyo 2020, dove si è classificato 12º nella 10 km maschile.